# Волшебная сказка (мультфильм)
«Волшебная сказка» (дословно — «Волшебная загадка», англ. «The Magic Riddle») — австралийский полнометражный анимационный фильм, сочетающий в себе элементы сказок «Золушка», «Белоснежка и семь гномов», «Красная Шапочка», «Гадкий утёнок», «Три поросёнка» и «Пиноккио».

## Сюжет
Юная красавица Синди живёт со своей овдовевшей мачехой и двумя сводными сестрами, Бертой и Эрфой. Вдова заставляет Синди делать всю работу по дому и работать на ферме. Она ненавидит свою падчерицу, потому что перед смертью дедушка Синди написал и спрятал своё завещание, где сказано, что он оставляет Синди всё имущество, включая большой дом, ферму, земли и много денег. Вдова намеренно загружает Синди работой и даже специально устраивает в доме беспорядок, чтобы у девушки не было ни минуты свободного времени на поиски завещания; она хочет найти завещание первой и сжечь его. Также Вдова планирует поскорее выдать замуж свою дочку Берту за молодого человека по имени Филипп, хотя он влюблён в Синди и не обращает на Берту внимания.
Однажды Вдова велела Синди выполнить за ночь большую работу, но уставшая девушка заснула, так и не закончив работу. Ночью в дом пробирается пожилая женщина, чтобы закончить всю работу, пока Синди спит. Но Эрфа просыпается и застаёт её на кухне. Выясняется, что это бабушка Синди. Эрфа обещает бабушке не рассказывать про неё Вдове. Следующей ночью бабушка снова приходит в дом, но просыпается Вдова и прогоняет её. Эрфа, которая тоже проснулась и всё это видела, рассказывает о произошедшем Синди. Узнав, что у неё есть бабушка, Синди решает увидеться с ней.
Вдова, подслушав разговор Синди и Эрфы, боится, что бабушка поможет Синди найти завещание. По совету своего волшебного зеркала она переодевается в продавца кресел-качалок, находит в лесу домик бабушки и обманом увозит её в Замок Ста дверей, из которого невозможно выбраться. Синди, одетая как Красная Шапочка, приходит в домик бабушки, обнаруживает там «волка», который хочет её съесть (на самом деле это была вдова в костюме волка) и в ужасе убегает.
Синди плачет на берегу озера, рассказывая о своих бедах гадкому утёнку, не подозревая, что их подслушивает Филипп. Затем Филипп предстаёт перед ней и дарит Синди кольцо, но их встречу прерывает Вдова. Мачеха начинает ругать Синди и отправляет её работать по хозяйству, а сама решает прогуляться с Филиппом вместе со своими дочерьми. Позже Синди обнаруживает в сарае костюм волка и понимает, что произошло. Берта прогоняет с фермы трёх поросят и обвиняет в этом Синди. Эрфа советует Синди сбежать в домик бабушки и остаться там, чтобы избежать наказания. Около домика Синди обнаруживает семь деревянных гномов и Пиноккио. Они оживают, когда она целует их, и рассказывают ей, что Вдова увезла бабушку.
Вдова хочет вернуть Синди назад, чтобы она продолжала на неё работать. Она решает заманить её обратно, устроив бал-маскарад. Синди хочет попасть на бал, потому что это шанс увидеть Филлиппа. Гномы делают Синди красивый наряд и карету, но предупреждают, что в полночь её снежная маска растает. На балу Синди встречает Филиппа, который узнаёт её по кольцу на руке. Между тем, Эрфа знакомится с Пиноккио и влюбляется в него. Когда часы пробивают полночь, маска Синди тает, и она убегает, спасаясь от Вдовы.
Когда Эрфа рассказывает Вдове о своей любви к Пиноккио, та поднимает её на смех. Это задевает Эрфу, и в отместку она рассказывает Филлиппу, что Синди находится в домике бабушки. Он отправляется на поиски домика, но вместо этого находит Замок Ста дверей. Тем временем гномы, отправившиеся на поиски бабушки, тоже находят замок и входят в него.
По совету своего зеркала Вдова идёт в домик бабушки в новой маскировке, притворившись мамой Пиноккио. Она гипнотизирует Синди с помощью волшебного яблока, и девушка засыпает. Затем Вдова случайно падает в колодец. Пиноккио ищет гномов, чтобы они помогли ему вытащить её из колодца, и натыкается на Замок Ста дверей. В конце концов Филипп, бабушка и гномы встречаются в замке и выбираются из него по нитке из распустившегося ботинка Пиноккио.
Когда все приезжают в домик бабушки, Филипп целует Синди, и она просыпается. Бабушка рассказывает Синди стихотворение, согласно которому ответ, где спрятано завещаение, знает только Пиноккио. Выясняется, что завещание спрятано внутри носа Пиноккио. Бабушка читает завещание, подтверждая, что дедушка оставил всё имущество Синди, и что она станет его полноправной владелицей после своей свадьбы. Синди и Филипп женятся. Берта и Вдова становятся служанками. После свадьбы гномы говорят, что теперь их задача завершена и они снова должны стать деревянными. Но когда Эрфа целует Пиноккио, он возвращается к жизни, чтобы быть с ней.

## Персонажи

### Синди
Синди (англ. Cindy) — сирота, юная красавица, живущая вместе со своей жестокой мачехой и двумя некрасивыми сводными сёстрами. Влюблена в Филиппа. Синди милая, добрая и отзывчивая девушка. Она выполняет всю работу по дому и дружит с животными на ферме. Синди любит танцевать, но не может заниматься танцами из-за постоянной работы по дому. У неё есть музыкальная шкатулка, которую она иногда слушает перед сном. Позже шкатулку обнаружила Вдова и разбила её.

### Филипп
Филипп (англ. Phillipe) — богатый, красивый и образованный молодой человек, спасший Синди жизнь, когда она ехала домой в грозу, и чуть не упала с моста в реку. Филипп был поражён красотой Синди и сразу влюбился в неё.

### Вдова
Вдова (англ. Widow) — мачеха Синди. Злая, жестокая, коварная и некрасивая женщина, ненавидящая свою падчерицу. Имеет двух глуповатых, но преданных ей бультерьеров по кличке Гензель и Гретель. Боится мышей. Мечтает найти и уничтожить завещание дедушки Синди, чтобы всё имущество досталось ей и её дочкам.

### Бабушка
Бабушка (англ. Grandmother) — добродушная пожилая женщина приятной наружности, бабушка Синди. Раньше жила вместе с дедушкой и вдовой, присматривая за Синди, Бертой и Эртой, пока они были совсем маленькими. Но когда дедушка умер, вдова прогнала её, и теперь бабушка живёт одна в лесу в небольшом домике. Бабушка Синди помнит стихотворение-загадку, в котором говорится, что только Пиноккио знает, где находится завещание дедушки.

### Берта и Эрта
Берта (англ. Bertha) и Эрфа (англ. Ertha) — сводные сёстры Синди. Берта старшая, Эрфа младшая. Берта — толстая блондинка в розовом платье, а Эрфа — тощая шатенка в зелёном платье; обе не отличаются красотой. Характером Берта вся пошла в мать: такая же злобная, ленивая и глупая. Эрфа же более разумная, скромная, жалостливая и добрая, и лучше относится к Синди, чем Берта. Эрфу забавляют приступы гнева Вдовы, и она любит наблюдать со стороны, как её мать сердится. Берта завидует красоте Синди и подстраивает ей гадости. Вдова любит обеих дочерей, но более благосклонна к Берте.